# Ali ibne Hamude de Zanzibar
Ali ibne Hamude Abuçaíde (Ali bin Hamud Al-Busaid; 7 de junho de 1884 – 20 de dezembro de 1918) (em árabe: علي بن حمود البوسعيد) foi o oitavo Sultão de Zanzibar, sendo que governou o território entre 20 de julho de 1902 e 9 de dezembro de 1911, ascendendo ao trono após a morte de seu pai. Em 1911, abdicou do trono em virtude de doenças e para dar o cargo ao seu meio-irmão Califa ibne Harube.

## Títulos
- 1884–1902: Saíde Ali II ibne Hamude
- 1902–1918: Sua Alteza Saíde Ali II ibne Hamude, Sultão de Zanzibar.

## Honras
- Medalha de Coroação do Rei Eduardo VII-1902
- Classe Especial em brilhantes de Nishan-e-Osmanieh do Império Otomano-1905
- Grande Cruz da Ordem da Coroa da Itália-1905
- Grande Cruz da Ordem da Águia Vermelha, 1° Classe da Prússia-1905
- Grande Cruz da Ordem de Nossa Senhora da Conceição de Vila Viçosa de Portugal-1905